# 巴尔德卢格罗斯
巴尔德卢格罗斯，是西班牙卡斯蒂利亚-莱昂莱昂省的一个市镇。 总面积144平方公里，总人口442人（001年），人口密度3人/平方公里。